# Croton ihosiana
Espèce
Classification APG III (2009)
Croton ihosiana est une espèce de plantes à fleurs du genre Croton et de la famille des Euphorbiaceae présente à Madagascar près d'Ihosy.